# Eianina
Eianina (på arberesjiska Ejanina och Purçilli) är en arberesjbefolkad ort, en frazione (en kommundel) av kommunen Frascineto i provinsen Cosenza i regionen Kalabrien i Italien. Eianina ligger bara ett par hundra meter öster om den något större orten Frascineto.
Både Eianina och Frascineto grundades av albanska flyktingar på 1470-talet. 
Det finns möjligheter att ägna sig åt friklättring i Pollino nationalpark i närheten av Eianina.

### Fotnoter
1. ↑  Italia : Direzione generale del catasto e dei servizi tecnici erariali (1940) (på italienska). Relazione dello stato e dell'andamento dei lavori del nuovo catasto terreni. sid. 5.

## Vidareläsning
- Svagoedintorni om friklättring i området.